# 鈴木秋則
鈴木 秋則 （すずきあきのり、1974年7月2日 - ）は、日本の音楽プロデューサー、キーボーディスト、作曲家、編曲家。自主レーベル「ひらつかレコード」代表。エキセントリックなライブ・パフォーマンスで知られる。

## 経歴
福島県会津若松市生まれ（母の実家近くの病院）、神奈川県平塚市育ち。中学時代にユニコーンの奥田民生に憧れて音楽活動を始める。バンドではキーボードを担当。神奈川県立大原高等学校時代にコンピュータ・プログラミングに傾倒し、自宅録音を始める。音楽専門学校卒業後、キーボーディスト、マニピュレーターとして活動。
1996年、専門学校時代の同級生赤羽奈津代らとバンド「タオルズ」を結成。1997年、中学時代からの音楽仲間である中村公紀と自宅録音専門レーベル「ひらつかレコード」を旗揚げし、代表の座に就く。同時期にタオルズを発展的解消し、「SENTIMENTAL:BUS」と改名。赤羽とのユニットとし、デモテープの製作を開始。まもなくそれがアクシヴの目にとまり、エピックレコードからのデビューが決まる。
1998年初頭からレコーディングとコンスタントなライブを重ねて、同年9月にホッピー神山のプロデュースで「よわむしのぬけがら」でCDデビュー。「Sunny Day Sunday」「WEED CROWN/サイクリングビート330」発売時の音楽番組（うたばん、HEY!HEY!HEY! MUSIC CHAMPなど）出演における独特の風貌や大太鼓パフォーマンスでブレイク。のちに、対戦型スポーツ「タオリング」を提唱、その普及に努めた。
同バンドが2000年12月31日付で解散すると、ひらつかレコードに戻り、スタジオ・ミュージシャン、作曲家、編曲家、エイベックス・アーティストアカデミーの講師など多彩な活動を行なっている。
2001年8月に結成したバンド「TREMOLO FAN」を経て、同年11月からSPOOZYSに正式メンバーとして加入。その他に「SKAFUNK」、「モゥリー」、「bite me」、「すゞ喜」、「The Sun calls Stars」などさまざまなバンドで活動している（一部は既に活動停止）。

## 主要参加作

### レコーディング参加
- 寺岡呼人「秘密戦隊☆ゴジュウレンジャー」（2016年8月3日）
- ジョイマン高木 with A「NA NA NA NA」（歌唱：A名義[1]、作曲）（2020年5月20日）

### ライブサポート
- WANDS（1995年）
- 黒夢（1996年6月-8月）
- Every Little Thing（2001年）
- 大塚愛（2003年10月-2007年9月）
- PUFFY（2007年-）
- 奥田民生（2007年、ミュージックステーションにも出演）
- Kylee（2008年-2009年）
- 栗山千明（2010年-）

### 作曲
- ロンドンブーツ1号2号 「HEY! SLOT MACHINE」（2000年12月6日）
- chee's 「トモダチ」（2001年2月21日）
- hitomi
  - 「INNER CHILD」（2001年4月18日）
  - 「flow」（2002年8月21日）
- TOKIO 「花唄」（2002年3月6日）
- フルーツポンチ 「それゆけ! おはマーチ☆★☆」（2002年9月4日） - テレビ東京『おはスタ』テーマソング
- いもうと 「坂の上」（2005年） - テレビ東京『ぶちぬき』OP曲
- RUN&GUN「オーライ！フレンズ」「GLIDER」「linked together」「渚・ビューティホー」「世界は僕を見てない」「SKY in heart」「BRAVE」「Get Back」「みんなのゆめ」「Christmas Time In Yeah」（アルバム『Re:ing』）（2006年6月21日）
- MIYU 「ごはんを作ろう」（藤井謙二との共作）（2006年10月18日）[注釈 1]
- 中孝介 「星空の下で」（2007年7月11日）
- AKB48 「ロックだよ、人生は…」（2008年10月5日ひまわり組 2nd Stage「夢を死なせるわけにいかない」（DVD)）
- つばきファクトリー「春恋歌」（2018年2月21日）
- ハロプロ研修生「目立ってDo Dance」（2018年5月6日）
- 鈴川絢子「ふみきりのうた」（2018年6月27日）[2]
- ひょっこりはん「ひょっこりはん」（2018年12月19日）
- すゑひろがりず 「雅-MIYABI-」（共作詞、編曲、実演も参加）（2021年8月19日）

### 編曲
- 大塚愛「ポンポン」（アルバム「LOVE JAM」）（2004年11月17日）
- Orangestar「キミノヨゾラ哨戒班」（2015年8月19日）
- SILENT SIREN「Pandora」（シングル「フジヤマディスコ」）（2017年3月1日）

## エピソード
- 2001年4月に大野雄二から録音スタジオの機材を譲り受けている。
- 鈴木は、藤井謙二との作曲ユニット名を”姥捨山”と名付け呼称するも、名称に対し藤井が嫌悪感を示しているため正式なクレジットは未だ存在しない。